# Hermann Carl von Ogilvy
Hermann Carl von Ogilvy (Praga, 31 dicembre 1679 – Praga, 26 gennaio 1751) è stato un generale e politico boemo.
Fu bisnonno materno del generale austroungarico e governatore del Veneto conte Alajos Pálffy de Erdőd.

## Biografia

### La famiglia
Hermann Carl von Ogilvy apparteneva ad una famiglia dell'antica nobiltà scozzese, trapiantata nel regno di Boemia. Suo padre era infatti il barone Georg Benedikt von Ogilvy (1651-1710), il quale si portò per primo dalla terra natia al servizio degli imperatori del Sacro Romano Impero, combattendo poi anche per lo zar di Russia e per il re di Polonia. Stabilitosi nei pressi di Praga, in loco acquistò il castello di Zahorzan per la somma di 120.000 talleri dove nacque anche Hermann Carl, unico figlio del suo matrimonio con la contessa Maria Anastasia von Zuckmantel zu Brumath.

### La carriera militare
Ogilvy seguì le orme di suo padre e iniziò la propria carriera nell'esercito imperiale unendosi a partire dal 1683 al reggimento della contea di Castell sotto la protezione del padre. Già nel 1686 ricevette il comando di una propria compagnia nel reggimento del Baden. Nel 1702 combatté in Ungheria, Italia e Brabante. Prese parte alla battaglia di Schellenberg e al secondo assedio di Landau nel 1704. Il 13 luglio 1705 venne promosso maggiore. Nello stesso anno venne fatto prigioniero a Hegenau, venendo poco dopo scambiato con altri prigionieri a Friburgo. Nello stesso anno comandò l'artiglieria pesante durante l'assedio del castello di Hornberg sotto il comando del duca di Württemberg. Durante l'assedio di Lille (1708) comandò i soldati imperiali nelle trincee. Dopo aver conquistato la fortezza di Tournay, fu inviato a Milano ed a Barcellona a portare la notizia della vittoria degli imperiali. L'imperatore Leopoldo I, riconoscente, lo nominò suo tesoriere. Nel 1710 venne promosso tenente colonnello e prese parte agli assedi di Bethume e Ath. Nel 1711 venne prescelto dall'imperatore Carlo VI del Sacro Romano Impero come comandante della sua guardia del corpo a Francoforte sul Meno. Ritornò sul campo e il 24 giugno 1712 e venne ferito durante l'assedio di Denin.
Nel 1714 l'imperatore Carlo VI lo nominò colonnello comandante del reggimento di fanteria "Bonneval", e come tale prese parte alle campagne militari contro i turchi del 1716 e del 1717. Combatté nella battaglia di Petervaradino e nell'assedio di Palanka (10 ottobre 1716). Nel successivo assedio di Belgrado, gli fu affidato il comando di una brigata in quanto colonnello più longevo di nomina e si distinse per l'aver catturato intatta una batteria d'artiglieria nemica. Con la firma della pace di Passarowitz nel 1718, nel 1720 tornò nei Paesi Bassi. Nel novembre del 1720 ricevette il comando del 46º reggimento di fanteria "Löffelholz" di stanza a Napoli ed il 30 ottobre 1723 venne promosso al grado di maggiore generale; il 1º ottobre 1727 venne nominato generale di campo. Nel 1729 divenne anche consigliere imperiale per la guerra e per il comando di Napoli.
Nel 1730 fu nominato successore del compianto conte Ottokar Franz von Stahrenberg come ufficiale comandante della cittadella di Praga ed il 27 ottobre 1730 venne nominato feldmaresciallo, assumendo contestualmente anche la guida del reggimento locale. Nel gennaio 1734 divenne consigliere privato dell'imperatore Carlo VI e nel 1735 venne promosso al grado di Generalfeldzeugmeister.
Rimase comandante di Praga per 17 anni fino alla sua morte. Durante il suo periodo come governatore di Praga, dovette firmare la resa della città per ben due volte; la prima fu nel 1741 quando i sassoni ed i francesi riuscirono a sorprendere la guarnigione locale e ad occupare la città. La seconda volta fu nel 1744 quando la città fu assediata dai prussiani. In entrambi i casi venne fatto prigioniero e poi rilasciato.

## Matrimonio e figli
Ogilvy sposò la contessa Esther Anna Regina von Welz-Eberstein (25 luglio 1692 - 1781). La coppia ebbe diversi figli:
- Karl Joseph († 14 marzo 1755), tesoriere imperiale
- Joseph Wilhelm († prima del 1755), sacerdote
- Frank Wentzel († prima del 1755), sacerdote
- Wilhelmine (nato il 15 settembre 1728), sposò nel 1765 il conte Leopold Pálffy-Daun von Erdöd (1716–1773), maresciallo di campo
- Maria Teresa (8 ottobre 1718 - 25 aprile 1775), sposò nel 1729 il conte Johann Adolf von Kaunitz (26 novembre 1696 - 30 giugno 1771)
- Anna Margaretha (16 luglio 1725 - 5 febbraio 1810), sposò il 20 febbraio 1748 il conte Prokop Johann Franz von Kolowrat-Krakowsky (13 marzo 1718 - 6 aprile 1774)

## Ascendenza
|                                        |                                       |                                       | Genitori                  |  |  | Nonni |  |  | Bisnonni       |  |  | Trisnonni                             |  |
|                                        |                                       |                                       |                           |  |  |       |  |  | Patrick Ogilvy |  |  | James Ogilvy, V lord Ogilvy di Airlie |  |
|                                        |                                       |                                       |                           |  |  |       |  |  | Patrick Ogilvy |  |  | James Ogilvy, V lord Ogilvy di Airlie |  |
|                                        |                                       | Jean Forbes                           |                           |  |  |       |  |  | Patrick Ogilvy |  |  |                                       |  |
| George Jacob Ogilvy                    |                                       |                                       |                           |  |  |       |  |  | Patrick Ogilvy |  |  |                                       |  |
|                                        |                                       | Isabella Murray                       | …                         |  |  |       |  |  |                |  |  |                                       |  |
|                                        |                                       | Isabella Murray                       | …                         |  |  |       |  |  |                |  |  |                                       |  |
|                                        |                                       | Isabella Murray                       | …                         |  |  |       |  |  |                |  |  |                                       |  |
| Georg Benedikt von Ogilvy              |                                       | Isabella Murray                       |                           |  |  |       |  |  |                |  |  |                                       |  |
|                                        |                                       | …                                     | …                         |  |  |       |  |  |                |  |  |                                       |  |
|                                        |                                       | …                                     | …                         |  |  |       |  |  |                |  |  |                                       |  |
|                                        |                                       | …                                     | …                         |  |  |       |  |  |                |  |  |                                       |  |
| …                                      |                                       | …                                     |                           |  |  |       |  |  |                |  |  |                                       |  |
|                                        |                                       | …                                     | …                         |  |  |       |  |  |                |  |  |                                       |  |
|                                        |                                       | …                                     | …                         |  |  |       |  |  |                |  |  |                                       |  |
|                                        |                                       | …                                     | …                         |  |  |       |  |  |                |  |  |                                       |  |
| Hermann Carl von Ogilvy                |                                       | …                                     |                           |  |  |       |  |  |                |  |  |                                       |  |
|                                        | Johann Philipp Zuckmantel von Brumath | Johann Walraf Zuckmantel von Brumath  |                           |  |  |       |  |  |                |  |  |                                       |  |
|                                        | Johann Philipp Zuckmantel von Brumath | Johann Walraf Zuckmantel von Brumath  |                           |  |  |       |  |  |                |  |  |                                       |  |
|                                        | Johann Philipp Zuckmantel von Brumath | Elisabeth Hüffel                      |                           |  |  |       |  |  |                |  |  |                                       |  |
| Johann Georg Zuckmantel von Brumath    | Johann Philipp Zuckmantel von Brumath |                                       |                           |  |  |       |  |  |                |  |  |                                       |  |
|                                        |                                       | Felizitas von Seebach                 | Philipp Jacob von Seebach |  |  |       |  |  |                |  |  |                                       |  |
|                                        |                                       | Felizitas von Seebach                 | Philipp Jacob von Seebach |  |  |       |  |  |                |  |  |                                       |  |
|                                        |                                       | Felizitas von Seebach                 | Claranna von Andlau       |  |  |       |  |  |                |  |  |                                       |  |
| Maria Anastasia Zuckmantel von Brumath |                                       | Felizitas von Seebach                 |                           |  |  |       |  |  |                |  |  |                                       |  |
|                                        |                                       | Jacob Christoph Stürtzel von Buchheim | …                         |  |  |       |  |  |                |  |  |                                       |  |
|                                        |                                       | Jacob Christoph Stürtzel von Buchheim | …                         |  |  |       |  |  |                |  |  |                                       |  |
|                                        |                                       | Jacob Christoph Stürtzel von Buchheim | …                         |  |  |       |  |  |                |  |  |                                       |  |
| Anastasia Stürtzel von Buchheim        |                                       | Jacob Christoph Stürtzel von Buchheim |                           |  |  |       |  |  |                |  |  |                                       |  |
|                                        |                                       | Anne Judith von Pfirt                 | …                         |  |  |       |  |  |                |  |  |                                       |  |
|                                        |                                       | Anne Judith von Pfirt                 | …                         |  |  |       |  |  |                |  |  |                                       |  |
|                                        |                                       | Anne Judith von Pfirt                 | …                         |  |  |       |  |  |                |  |  |                                       |  |
|                                        |                                       | Anne Judith von Pfirt                 |                           |  |  |       |  |  |                |  |  |                                       |  |